# Philips VG 5000

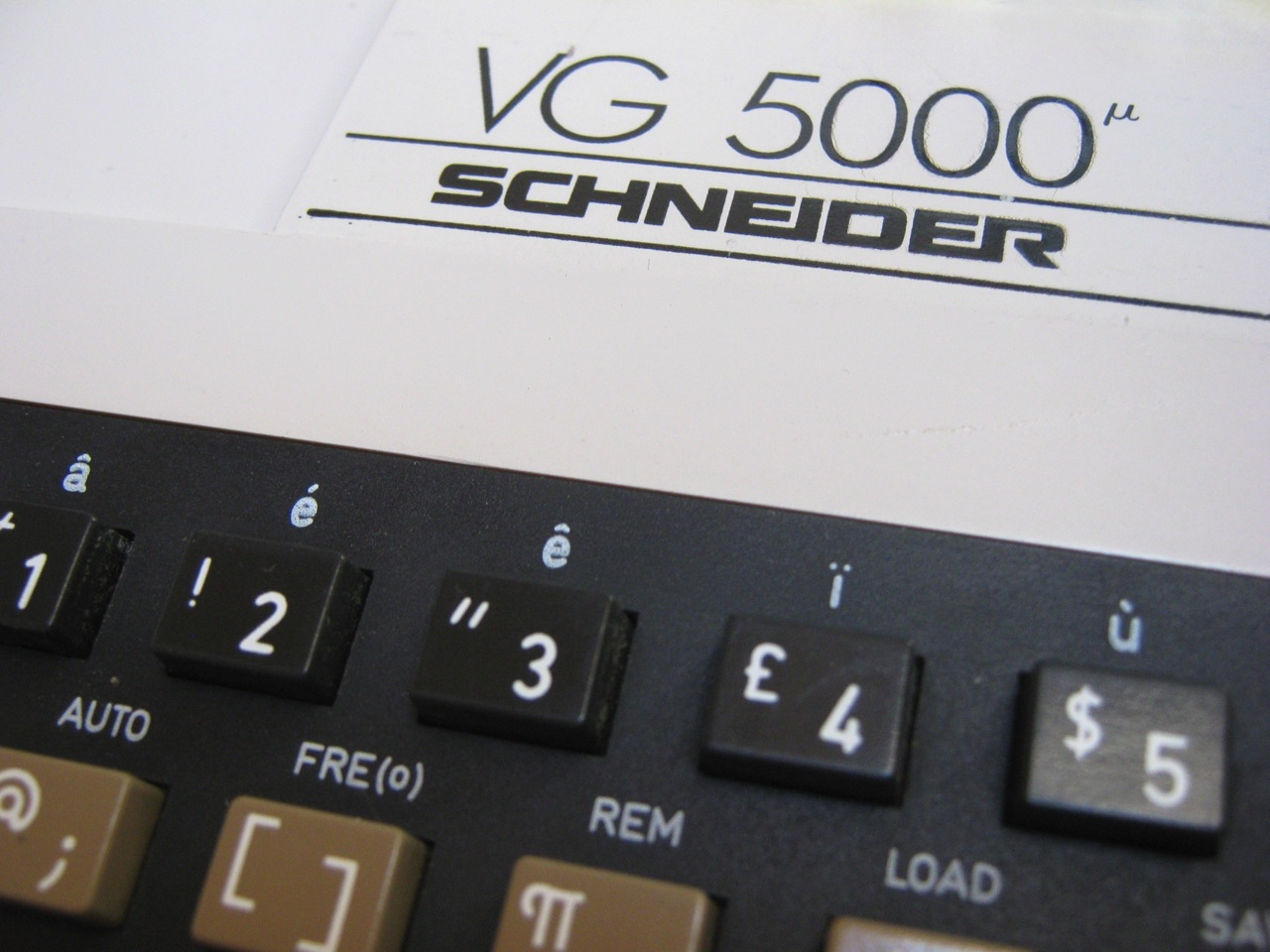
VG 5000 in versione a marchio Schneider

Il VG 5000 o VG5000, presentato anche come VG 5000μ, è un home computer lanciato a ottobre 1984 dalla Philips. Era nella fascia di prezzo più bassa, destinato soprattutto ai giovani e all'apprendimento del computer. Fu concepito dalla Philips e sviluppato e fabbricato in Francia dalla Radiotechnique (RTC).
Oltre che dalla Philips fu commercializzato dalla francese Radiola e dalla tedesca Schneider, con differenze solo nel colore.
Diffuso soprattutto in Francia (con tastiera AZERTY), ebbe poco successo.
Costituito da un blocco unico con tastiera integrata a 63 tasti, si basa sul microprocessore Zilog Z80 a 4 MHz ed è dotato di 16 kB di ROM e 24 kB di RAM. L'uscita video è a 8 colori e 40x25 caratteri, ciascuno di 10x8 pixel, per un totale di 80.000 pixel, all'epoca una delle migliori risoluzioni tra i computer per il grande pubblico, tuttavia la grafica può essere generata solo con caratteri semigrafici ridefinibili. È dotato di un linguaggio BASIC della Microsoft residente in ROM, mentre il Logo era disponibile su cartuccia.
Il suo "fratello maggiore" Philips VG 8000, destinato ad altri paesi come Germania e Italia e costoso il doppio, era invece un computer MSX. Il VG 5000 non aderisce allo standard MSX, tuttavia accetta alcune periferiche per MSX, in particolare la stampante.